# Masashi Abe
Masashi Abe –en japonés, 阿部雅司, Abe Masashi– (Obira, 13 de agosto de 1965) es un deportista japonés que compitió en esquí en la modalidad de combinada nórdica. 
Participó en tres Juegos Olímpicos de Invierno, entre los años 1988 y 1994, obteniendo una medalla de oro en Lillehammer 1994, en la prueba por equipo (junto con Takanori Kono y Kenji Ogiwara).
Ganó tres medallas en el Campeonato Mundial de Esquí Nórdico entre los años 1991 y 1995.

## Palmarés internacional
| Juegos Olímpicos   | Juegos Olímpicos       | Juegos Olímpicos  | Juegos Olímpicos          |
| Año                | Lugar                  | Medalla           | Prueba                    |
| ------------------ | ---------------------- | ----------------- | ------------------------- |
| 1994               | Lillehammer (Noruega)  | Medalla de oro    | TN + 3 × 10 km por equipo |
| Campeonato Mundial |                        |                   |                           |
| Año                | Lugar                  | Medalla           | Prueba                    |
| 1991               | Val di Fiemme (Italia) | Medalla de bronce | TN + 3 × 10 km por equipo |
| 1993               | Falun (Suecia)         | Medalla de oro    | TN + 3 × 10 km por equipo |
| 1995               | Thunder Bay (Canadá)   | Medalla de oro    | TN + 4 × 5 km por equipo  |